# دراویش (بندر لنگه)
 دراویش روستای کوچکی از توابع بخش شیبکوه شهرستان بندر لنگه در استان هرمزگان واقع در جنوب ایران. 
این روستا در ده کیلومتری جنوب گلشن واقع شده‌است. 

## محدوده دراویش
از شمال گلشن، از جنوب جبریه، از مغرب بوالعسکر، و از سمت مشرق به رستمی محدود می‌گردد.

## جمعیت
جمعیت آن در حدود ۵۰۰ نفر می‌باشد که از اهل سنت از شاخه شافعی هستند یعنی از پیروان امام محمد ادریس شافعی می‌باشند، وبزبان عربی تکلم می‌کنند.
دارای مسجد، دبستان، آب‌انبار برکه، و مدرسه راهنمایی می‌باشد.

## کشاورزیودامداری
مردم این روستا به کشاورزی دامداری اشتغال دارند.
و همچنین از کوه‌های اطراف هیزم می‌آورند و در روستاهای اطراف می‌فروشند، و از این راه گذران زندگی می‌کنند.